# Anatoly Zourpenko
Anatoly Zourpenko (Volgogrado, Unión Soviética, 5 de noviembre de 1975-24 de octubre de 2022) fue un baloncestista griego nacido en Unión Soviética que jugaba en las posiciones de ala pívot y pívot.

## Carrera
Aunque nacido en Rusia (entonces Unión Soviética), en Volgogrado, Zurpenko llegó a Grecia muy joven (de niño) con su familia. 
La primera parada de su carrera profesional fue el Sporting en la temporada 1994-95. Firmó un contrato profesional con el Olympiacos en 1995. Permaneció en el Olympiacos durante tres años, ganando dos Campeonatos de Grecia (1996, 1997), una Copa de Grecia (1997) y una Euroliga (1997). También compitió en la final del Torneo ABIERTO NBA-FIBA en 1997 contra los Chicago Bulls de Michael Jordan.
En 1998 se trasladó al Papagou Sports Club, donde permaneció durante un año. En la temporada 1999-00, Zurpenko compitió con la camiseta de G.S. Amarousiou. En junio de 2000, Anatoly Zurpenko firmó un contrato de cooperación con A.O. cerca de st. De hecho, con la camiseta del equipo de Kaisariani, también fue nombrado mejor bloqueador del campeonato en 2001. Permaneció en el equipo cerca de tres años.
Tras su paso por A.O. Near East Kaisarianis, Zourpenko jugó inicialmente para Panhellenic en la temporada 2002-03 y regresó al Sporting en 2003, y se quedó hasta 2005. En 2005 compitió por primera vez en Rusia de parte de Volzalin y en 2006 regresó a Grecia con el Ilysiakos en la temporada 2006-07, en la que también fue su última aparición en un equipo griego.
Durante la temporada 2007-08 regresó a Rusia en representación del Volzhalin GES Volsky, que fue el último equipo de su carrera, retirándose en 2009 a la edad de 34 años.

### Equipos
| Periodo   | Club                    |
| --------- | ----------------------- |
| 1994–1995 | Sporting BC             |
| 1995–1998 | Olympiacos BC           |
| 1998–1999 | Papagou BC              |
| 1999–2000 | Maroussi BC             |
| 2000–2002 | Near East BC            |
| 2002–2003 | Panellinios BC          |
| 2003–2005 | Sporting BC             |
| 2006–2007 | Ilysiakos BC            |
| 2007–2009 | Volzhanin-GES Volzhskiy |

## Logros
- Euroliga: 1

1997
- A1 Ethniki: 2

1996 y 1997
- Copa de Baloncesto de Grecia: 1

1997